# Semirhynchia brincki
Semirhynchia brincki är en insektsart som beskrevs av Bo Tjeder 1967. Semirhynchia brincki ingår i släktet Semirhynchia och familjen Nemopteridae. Inga underarter finns listade i Catalogue of Life.